# Ballon d'observation

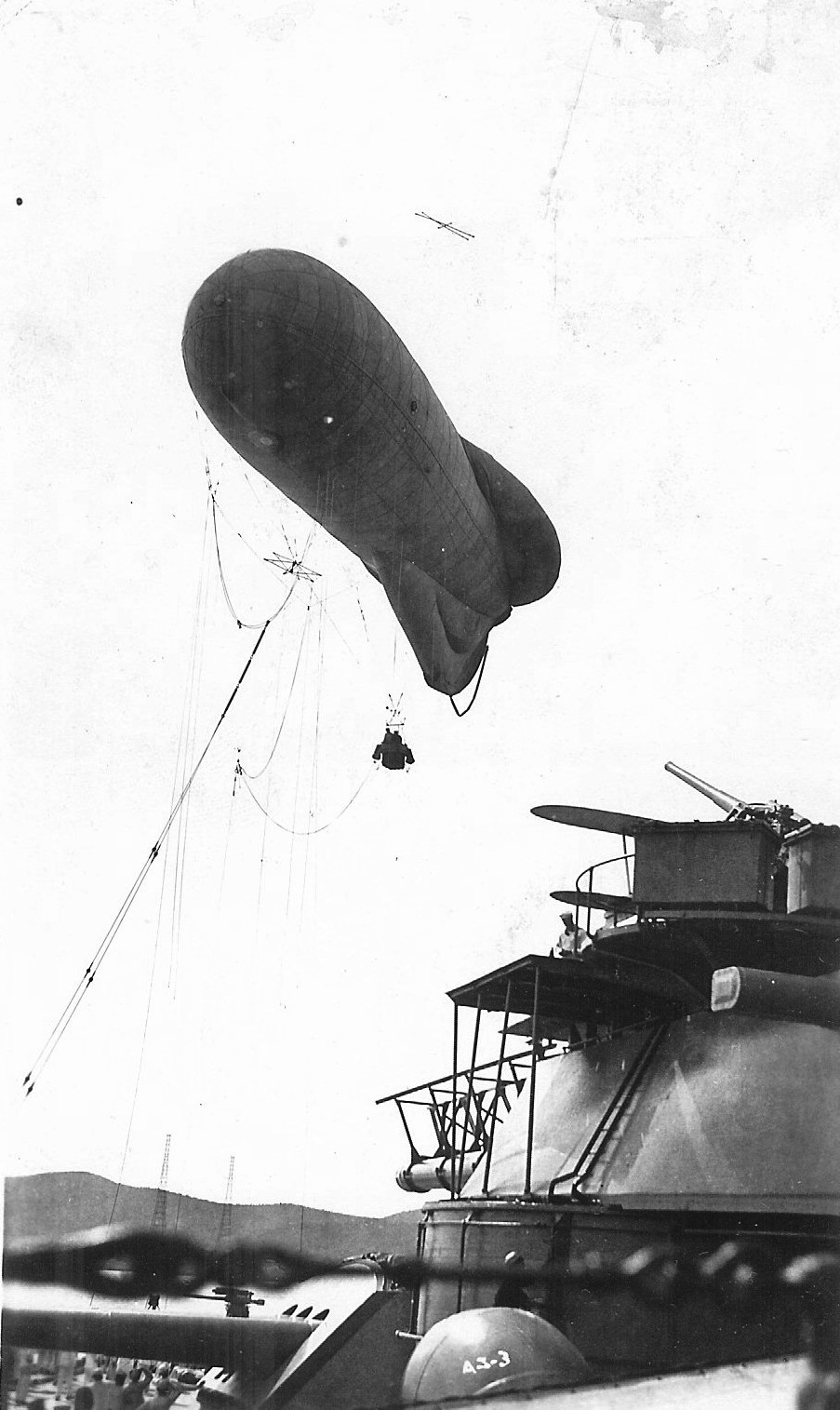
Ballon d'observation captif lancé depuis le, avec deux membres d'équipage en 1922.

Les ballons d'observation sont des aérostats captifs ou libres à usage militaire destinés au renseignement et à l'observation d'artillerie. Ils sont employés dès les guerres de la Révolution française, puis largement utilisés durant la Première Guerre mondiale et aussi par la suite.
L'ingénieur Charles Renard développe en 1880 un ballon captif mobile. En 1898, August von Parseval conçoit le Drachen, qui aura le même usage. À l'époque de la Première Guerre mondiale, les ballons sont gonflés à l'hydrogène. En 1914, Albert Caquot conçoit un modèle plus aérodynamique, le Caquot qui sera utilisé à des milliers d'exemplaires lors des deux guerres mondiales et après. Pendant la Première Guerre mondiale, les alliés et l'Allemagne positionnent leurs ballons d'observation à quelques kilomètres de distance en retrait de leurs lignes de front. L'enveloppe est en textile, remplie d'hydrogène hautement inflammable, ce qui entraîne la destruction de centaines de ballons de part et d'autre. Les équipages embarqués utilisent fréquemment des parachutes pour évacuer la nacelle en cas d'attaque aérienne. Après la Première Guerre mondiale et la catastrophe du Hindenburg en 1937, l'hydrogène trop inflammable sera remplacé progressivement par l'hélium pour le gonflage des ballons. Un câble d'acier relie le ballon à un winch qui le positionne à hauteur voulue et le ramène à la fin de la séquence d'observation.

## Histoire

### Premières utilisations

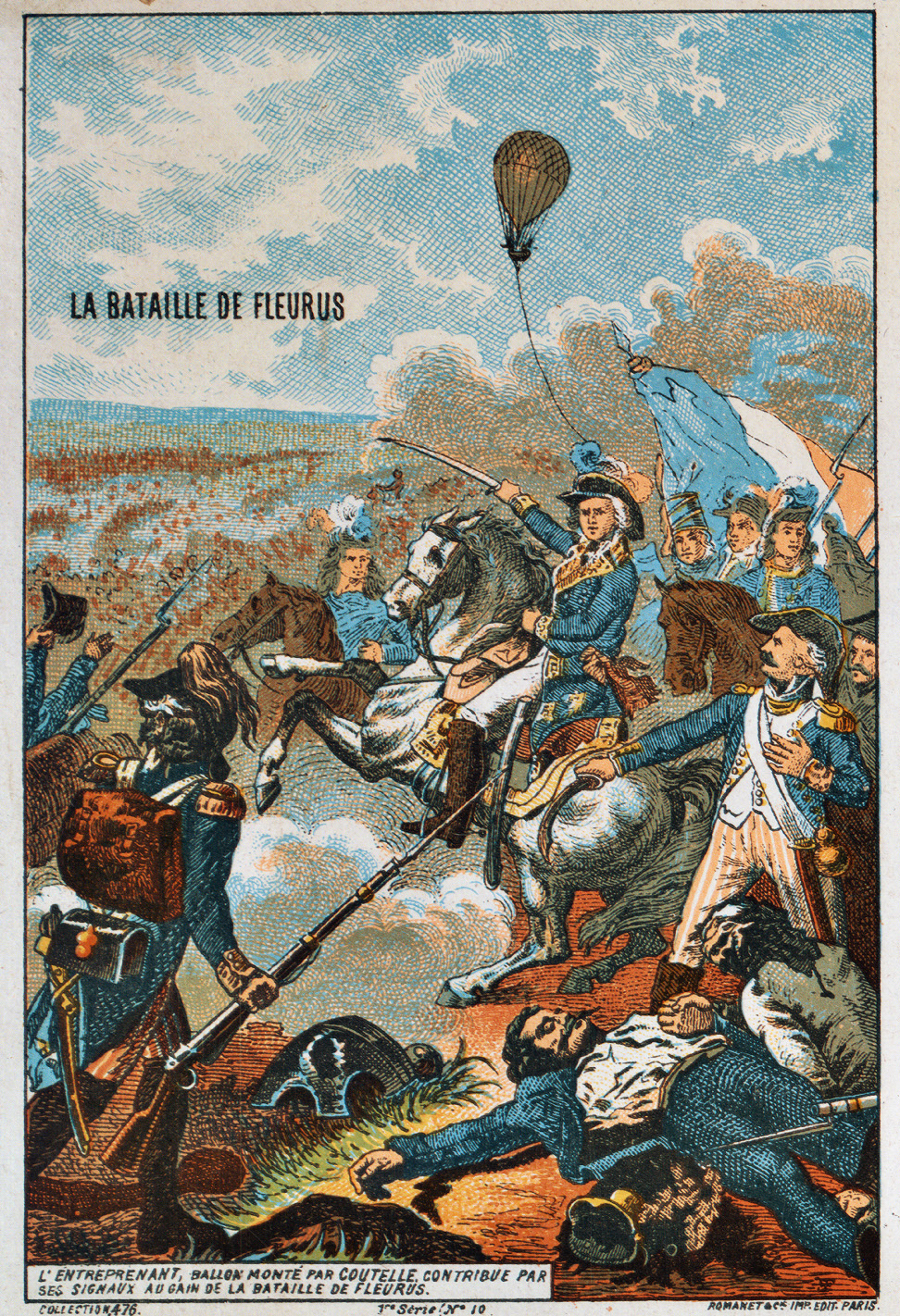
Premier usage militaire d'un ballon d'observation, L'Entreprenant, à la bataille de Fleurus, 26 juin 1794.

Le premier usage militaire de ballons d'observation a lieu à la bataille de Fleurus avec L'Entreprenant, après la création de la Compagnie d'aérostiers décidée dès 1793 par le Comité de salut public. Un autre modèle, L'Intrépide, est conservé au musée d'histoire militaire de Vienne.
Des ballons d'observation sont utilisés par la suite lors de la guerre de Sécession et de la guerre franco-allemande de 1870.
Le 8 juin 1867, lors de la guerre de la Triple-Alliance, l'Armée de terre argentine utilise un ballon d'observation lors de la bataille de Humaitá.
Le corps des Sapeurs britanniques de la British Army déploie des ballons pendant les conflits de 1885 du protectorat du Bechuanaland et de l'expédition Suakin. Ils sont utilisés pendant la seconde guerre des Boers à la bataille de Magersfontein et au siège de Ladysmith.
L'utilisation des ballons d'observation est à son summum pendant la Première Guerre mondiale. Malgré leur expérience durant le XIXe siècle, les britanniques ont pris du retard, continuant à utiliser des ballons sphériques. Ils les remplacent par des modèles italiens et français, qui peuvent se déplacer et opérer dans des conditions météorologiques extrêmes.

### Première Guerre mondiale
Lors de la Première Guerre mondiale, les avancées technologiques de l'artillerie permettent d'atteindre des cibles dont la distance est bien au-delà de la portée visuelle d'un poste d'observation terrestre. Placer des observateurs en altitude dans des ballons permet de localiser les cibles avec un bien plus grand champ visuel que depuis le sol, fournissant à l'artillerie un plus large champ d'action. Les ballons sont déployés aussi bien au-dessus de la terre que de la mer pour :
- observer les troupes ennemies ;
- repérer les postes de tir de l'artillerie ;
- repérer les sous-marins[6].

Le major allemand August von Parseval met au point le Drachenballon ou Drachen (en allemand, le dragon ou le cerf-volant), de forme allongée, d'où son surnom de « saucisse », ce qui lui donne une meilleure stabilité au vent et permet une observation plus précise et pendant une période plus longue qu'à partir d'un avion. Pendant le conflit, l'ingénieur français Albert Caquot améliore le Drachen en le dotant de trois dérives et d'un winch plus puissant : cette version améliorée est parfois appelée le Caquot bien que « Drachen » et « saucisse » restent employés par les soldats. Chacun des belligérants copie les modifications de l'autre. Le ballon est rattaché au sol par un câble pouvant faire plus de 4 000 mètres avec un ou deux observateurs communiquant par téléphone de campagne. La portée de l'observation peut atteindre 25 kilomètres par beau temps mais le ballon doit être positionné assez loin en arrière des lignes pour échapper aux tirs de l'artillerie ennemie.

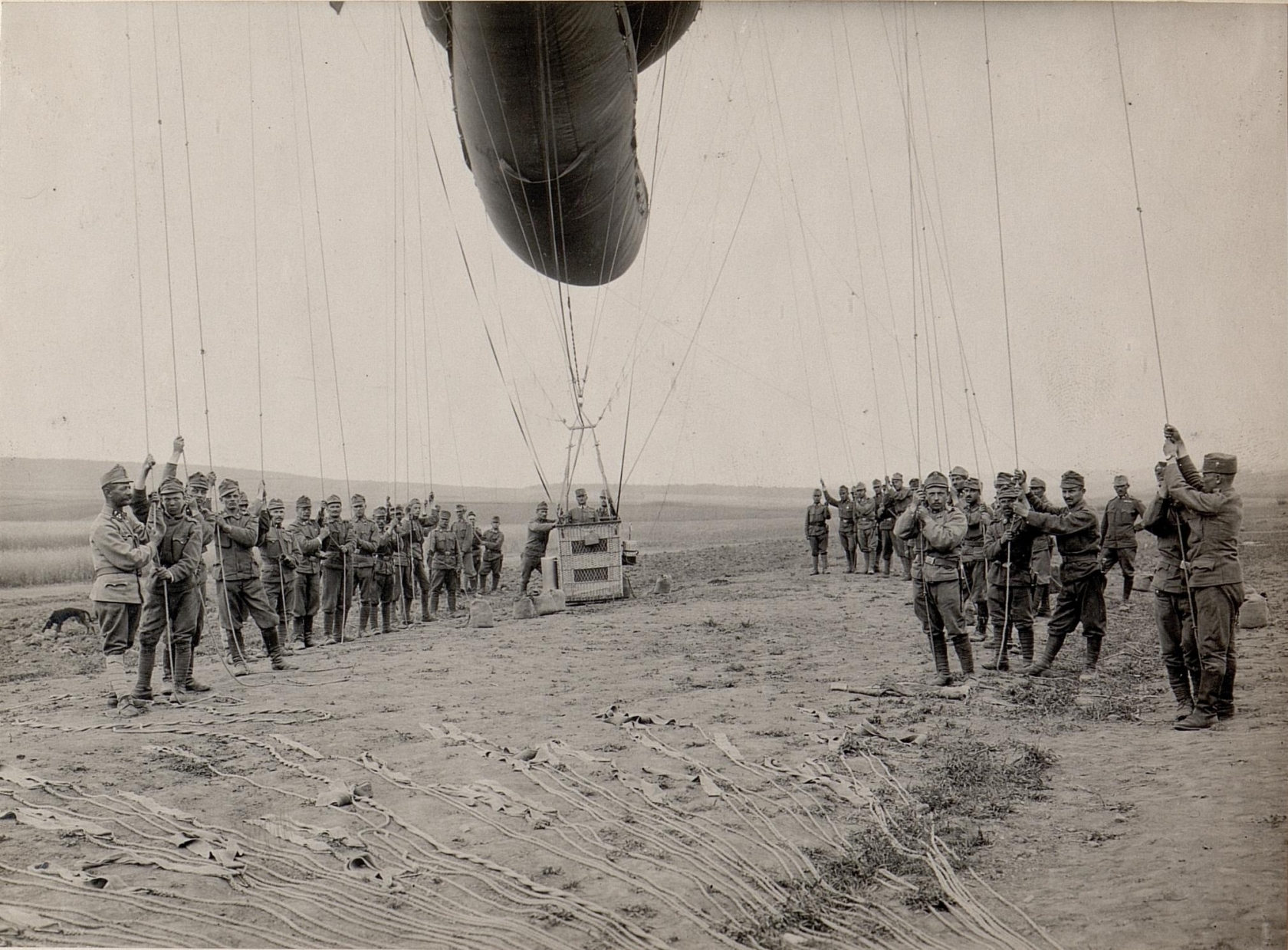
Ballon d'observation austro-hongrois vers 1917.

En raison de leur rôle crucial de plates-formes d'observation, les ballons sont protégés par la lutte antiaérienne, des mitrailleuses pour la défense en basse altitude contre les chasseurs ennemis. Certains chasseurs de ballons sont célèbres, comme le Belge Willy Coppens, l'Allemand Friedrich Ritter von Röth, l'Américain Frank Luke, ou les Français Léon Bourjade, Michel Coiffard, et Maurice Boyau. Les plus expérimentés prennent garde à ne pas descendre en dessous de 300 mètres pour ne pas s'exposer à la défense anti-aérienne.
Les équipages d'observation des ballons de la Première Guerre mondiale sont les premiers à utiliser des parachutes, bien avant les équipages sur avion. Les parachutes sont alors rudimentaires, l'aérostier ne portant qu'un harnais relié par des filins à un parachute contenu dans un sac suspendu au ballon, quand l'aérostier sautait, les filins sortaient du sac, et la voilure ensuite.
Durant la guerre, la France est à partir de 1915 la première puissance dans ce domaine et construit près de 4 200 ballons captifs : 1 700 ballons d’observation et 2 500 ballons de barrage.

### Seconde Guerre mondiale
Les ballons d'observation captifs jouent un rôle important lors de la Seconde Guerre mondiale, notamment dans la lutte anti-sous-marine.

### Après guerre
Pendant la guerre froide, entre 1947 et 1949, le projet américain Mogul consiste à envoyer des ballons-sondes pour espionner l'URSS pour savoir si on y effectuait des essais nucléaires en captant les ondes sonores induites par ceux-ci.
En 2023, un incident diplomatique a lieu au sujet de la dérive de ballons de recherche météorologique chinois au dessus des États-Unis.

## Fiction
Dans une des aventures de Corto Maltese, « Sous le drapeau de l'argent », épisode en bande dessinée de l'album Les Celtiques de Hugo Pratt (1980), un officier de l'armée austro-hongroise sur le front italien, observateur à bord d'un drachen, s'associe à un groupe d'aventuriers pour s'emparer d'un trésor caché entre les lignes. Il communique avec eux par signaux lumineux. Son ballon est abattu par un compatriote aviateur fidèle aux anciennes valeurs.

## Articles liés
- Aérostat
- Ballon (aéronef)
- Drachen
- Caquot